# 아마드 자말
아마드 자말(영어: Ahmad Jamal, 1930년 7월 2일~2023년 4월 16일)은 미국의 재즈 피아니스트, 작곡가, 밴드 리더, 교육자이다. 50년 동안, 그는 재즈에서 가장 성공적인 소그룹 리더 중 한명이었다.

## 어린 시절
자말은 펜실베이니아주 피츠버그에서 태어났다. 그가 3살 때부터 피아노를 연주하기 시작했는데, 그때 삼촌인 로렌스는 자말이 피아노로 연주하던 곡들을 거의 똑같이 따라하면서 그에게 도전하기도 했다. 자말은 7살의 나이에 메리 카드웰 도슨과 함께 공식적인 피아노 훈련을 시작했다. 그는 이 훈련이 그에게 큰 영향을 미쳤다고 설명한다.

## 사망
2023년 4월 16일, 자말은 전립선암 합병증으로 매사추세츠주 애슐리 풀스의 자택에서 92세 나이로 사망했다.